# 1. Fliegerausbildungs-Division
Die 1. Fliegerausbildungs-Division war ein Großverband der Luftwaffe der Wehrmacht im Zweiten Weltkrieg.

## Geschichte
Die 1. Fliegerausbildungs-Division wurde am 12. November 1943 in Saint-Cloud aus der umbenannten 10. Flieger-Division gebildet. Sie war erst dem Luftwaffenbefehlshaber Mitte und ab Juli 1944 der Luftflotte 10 unterstellt. Ihr unterstanden diverse Fliegerregimenter, in denen Luftwaffenangehörige ihre Grundausbildung absolvierten. Am 31. Januar 1945 wurde sie aufgelöst.

## Divisionskommandeur
| Dienstgrad      | Name            | Datum                                |
| --------------- | --------------- | ------------------------------------ |
| Generalleutnant | Georg Rieke     | 12. November 1943 bis 30. April 1944 |
| Generalmajor    | Heinz Funcke    | 1. Mai 1944 bis 14. Juni 1944        |
| Generalmajor    | Günther Wieland | 1. Juni 1944 bis 31. Januar 1945     |

## Unterstellung
| Unterstellung                | von               | bis             |
| ---------------------------- | ----------------- | --------------- |
| Luftwaffenbefehlshaber Mitte | 12. November 1943 | Juli 1944       |
| Luftflotte 10                | Juli 1944         | 31. Januar 1945 |

## Unterstellte Verbände
| 1. Dezember 1943 | |
| ---------------- | --- |
| 1. Dezember 1943 | Flugbereitschaft/1. Flieger-Ausbildungs-Division; Fliegerregiment 90; Fliegerregiment 91; Fliegerregiment 92; Fliegerregiment 93; Fliegerregiment 94 |